# Armadillidium frontirostre
Armadillidium frontirostre is een pissebed uit de familie Armadillidiidae. De wetenschappelijke naam van de soort is voor het eerst geldig gepubliceerd in 1879 door Gustav Budde-Lund.